# Eana
Eana é um gênero de mariposa pertencente à família Crambidae.